# 3e régiment de ligne (Belgique)
Le 3e régiment de ligne  (en néerlandais : 3de Linieregiment) était une unité d'infanterie de la force terrestre des forces armées belges.

## Historique
Le régiment de Mons est créé par un arrêté du régent le 16 octobre 1830 à partir de la 3e division d'infanterie (3de afdeeling) de l'armée néerlandaise. Le 25 novembre 1830, il est renommé en 3e régiment de ligne avec, à sa tête, Frédéric de Tabor.
Durant la campagne des 10 jours, du 2 au 12 août 1831, il est engagé contre les Néerlandais à Anvers.
Il intervient en 1848, lors de l'affaire des Risquons-tout.

### Première Guerre mondiale
Lors de la mobilisation, comme tous les régiments de ligne d'active, il est subdivisé pour donner naissance au 23e régiment de ligne. Ensemble, ils forment la 3e brigade mixte de la 1re division d'armée.
Le régiment est placé au sud de Tirlemont.
Il subit son baptême du feu à Grimde où le 3e bataillon tente de ralentir l'avancée allemande lors des combats de Hautem-Sainte-Marguerite le 18 août 1914.
Le jour suivant, le régiment se retire sur Louvain où le major De Bel est tué. Le soir du 19 août, il lui reste 2 bataillons qui combattent successivement à Weerde, Sempst, Hofstade, Schiplaeken, Kapelle-op-den-Bos et finalement sur l'Yser.
Il est également déployé dans les opérations d'Anvers, entre le 24 août et 27 septembre 1914.
Il participe à la bataille de l'Yser et défend notamment le coude que forme l'Yser à Tervaete.
Le 1er novembre 1914, à la suite de lourdes pertes des deux régiments, il fusionne avec 23e régiment de ligne.
En avril 1915, à Steenstraete, durant la seconde bataille d'Ypres, il relève vaillamment les grenadiers, après la toute première attaque d'envergure aux gaz mortels allemands.
Durant les 4 ans du conflit, il défendra notamment les secteurs de Steenstraete et Dixmude sur le front de l'Yser.
En mai 1916, le régiment est à nouveau dédoublé, pour donner naissance aux 3e et 23e régiments de ligne.
Durant l'offensive libératoire de 1918, le régiment progresse de la forêt d'Houthulst, à Klerken, Staden, Lichtervelde et Torhout.

### Seconde Guerre mondiale
Il fait partie de la 1re division d'infanterie.
Le 10 mai 1940, le régiment participe à la défense du canal Albert dans le sous-secteur d'Hasselt entre le 24e à sa gauche et le 4e régiment de ligne à sa droite.
Le 11 mai, il reçoit l'ordre de se retirer sur la ligne KW.
Le 12 mai, il occupe le sous-secteur sud derrière la Gette et est intégré au 2e échelon de la ligne de défense.
Le soir du 13 mai, le régiment est envoyé par bus et camions vers le canal de Willebroeck qu'il atteint le 14.
Le 15 mai, le régiment est déployé à Willebroeck et dans les environs.
Le 17 mai vers 20h00, il entre en contact avec des éléments de la 56e division d'infanterie allemande. Le 2e bataillon du 243e régiment d'infanterie allemand s'approche de l'écluse de Willebroeck mais peut seulement atteindre la rive gauche du canal vers 23h00 qui sera rapidement reprise à la suite d'une contre-attaque de la 9e compagnie.
Le 18 mai vers 4h30, le 3e bataillon du 3e de ligne se retire des berges après que plusieurs unités allemandes aient franchi le canal. Vers 7h00, l'ennemi réussit à s'infiltrer entre le 3e et 4e de ligne les obligeant à battre en retraite, couvert par l'escadron de cyclistes de la 1re division. La division est déplacée sur la rive ouest de l'Escaut via le pont de Tamise et prend position autour de Rupelmonde et Hingene.
Le 19 mai, le régiment est redirigé sur Gand. Les 2e et 3e bataillons sont déployés dans la première partie du port le long du canal Gand-Terneuzen. Le 1er bataillon est quant à lui mis en réserve le long de la Coupure et le canal d'Eeklo.
Le 20 mai, il renforce ses positions dans Gand.
Le 21 mai, les Allemands approchant de la ville, le nombre de réfugiés croit et un conflit éclate entre le lieutenant-général Coppens commandant la 1re division d'infanterie qui veut défendre la ville et le conseil communal qui veut déclarer Gand ville ouverte dans l'espoir d'épargner les civils. Ce même jour, la Conférence d'Ypres décide que les Belges doivent abandonner la ligne Terneuzen-Gand-Audenarde.
Le 22 mai à la mi-journée, le régiment se replie sur la rive ouest de la Lys.
Le 23 mai, le régiment prend position au sud-ouest de Courtrai.
Le 24 mai à 2h00 du matin, les avant-postes tirent sur des éclaireurs allemands du 17e régiment d'infanterie. Après des tirs d'essais vers 11h30, l'artillerie allemande bombarde les positions belges à partir de 14h30, ce à quoi répliquent les artilleries belge et britannique. Quelques minutes après, l'infanterie allemande lance l'assaut sur la Lys et parvient à la franchir vers 15h00. Vers 16h45, le 2e bataillon est complètement encerclé et est capturé. La brèche dans défense belge est alors de 4 km de large et de 3 km de profondeur. Vers 18h00, le 4e régiment de ligne appuyé par l'escadron cycliste est envoyé sur Courtrai pour tenter vainement de combler cette brèche. Le 3e régiment de ligne est alors pratiquement décimé. Les 1er et 2e bataillon du 1er régiment de ligne sont également envoyés pour renforcer les lignes belges mais ne peuvent intervenir efficacement à cause du manque de communication.
Le 25 mai, le 24e de ligne qui est encore à Courtrai est attaqué de toutes parts par la 31e division allemande et doit se retirer sur Winkel-Saint-Éloi où se sont repliés les restes du 3e régiment de ligne. À la fin de la journée, la 1re division d'infanterie prend de nouvelles positions autour de Dadizele et Ledeghem.
Le 26 mai, la 1re division bat en retraite vers Boesinge.
Le 27 mai, la 1re division se retire dans une zone située entre Houthulst et Staden.
Le 28 mai, les restes de la division sont à proximité de Koekelare lorsque la Belgique capitule. Le régiment est de facto dissout.

### Après-guerre
En 1946, ses traditions sont reprises par le 1er bataillon de la 2e brigade d'infanterie pour devenir le 3e bataillon de ligne. Il est renommé rapidement par après en 12e bataillon de ligne.

## Étendard
Il porte les inscriptions suivantes :
- Anvers
- Grimde
- Yser
- Steenstraat
- Clercken
- Campagne 1914-1918

## Organisation
Le 10 mai 1940 régiment est composé comme suit:
- 1 compagnie de commandement;
- 1 compagnie médicale
- 1 peloton d'éclaireurs
- 3 bataillons divisés en :
  - 3 compagnies de fusiliers
  - 1 compagnie de mitrailleurs
- 1 bataillon divisé en :
  - 1 compagnie de mitrailleurs (13e)
  - 1 compagnie anti-chars (14e)
  - 1 compagnie de mortier (15e)

## Sources
- (nl) Site sur les différents régiment belges entre 1830 et 1914
- (nl) Site sur l'armée belge en 1940
- Louis-Antoine de Bryas